# 休欽齊
48°57′47″N 28°14′45″E / 48.96306°N 28.24583°E
休欽齊（烏克蘭語：Щучинці），是烏克蘭的村落，位於該國西南部文尼察州，由日梅林卡區負責管轄，面積1.91平方公里，海拔高度297米，2001年人口422，人口密度每平方公里220.48人。